# Ken Buck
Pour les articles homonymes, voir Buck.
Kenneth Robert Buck, dit Ken Buck, né le 16 février 1959 à Ossining (État de New York), est un homme politique américain, membre du Parti républicain et élu du Colorado à la Chambre des représentants des États-Unis de 2015 à 2024.

## Biographie
Buck naît en 1959 à Ossining dans l'État de New York, de parents avocats. Comme ses deux frères, il rejoint une école de l'Ivy League, en l’occurrence Princeton.
Après des études de droit à l'Université du Wyoming, il travaille au Département de la Justice des États-Unis de 1987 à 1990 puis au bureau du procureur des États-Unis pour le Colorado jusqu'en 2002.
Il est procureur du comté de Weld de 2005 à 2014. En 2005, il refuse de poursuivre une personne accusée de viol car il s'agissait d'un ancien amant de la victime et car celle-ci était alcoolisée au moment du rapport sexuel. Pour se défendre, il affirme que le jury aurait pu la comparer à un consommateur regrettant son achat (parlant de « buyer's remorse »). Cette affaire revient sur le devant de la scène en 2010 lors de sa campagne pour le Sénat.
Il est candidat à l'élection sénatoriale de 2010 dans le Colorado. Soutenu par le Tea Party, il remporte la primaire républicaine avec 52 % des voix face à Jane Norton, favorite de l'establishment du parti. Pour l'élection générale, il affronte le sénateur démocrate sortant Michael Bennet, nommé en 2009 après la démission de Ken Salazar. Pendant la campagne, il est donné gagnant par la majorité des sondages. En novembre 2010, il est cependant battu de peu par Bennet (46,4 % contre 48,1 %) alors que les républicains remportent les élections au niveau national. Sa défaite est en partie expliquée par ses positions particulièrement conservatrices sur les questions de société.
En août 2013, après sa guérison d'un cancer, il annonce être à nouveau candidat au Sénat à l'occasion des élections de 2014. Il choisit finalement de se présenter à la Chambre des représentants dans le 4e district du Colorado pour succéder à Cory Gardner, qui quitte son siège de représentant pour être candidat au Sénat. Le district est solidement ancré dans le camp républicain. Le 4 novembre 2014, il est élu à la Chambre des représentants des États-Unis avec 64,7 % des voix. Il est réélu le 8 novembre 2016, le 6 novembre 2018, le 3 novembre 2020 et le 8 novembre 2022.
Le 3 octobre 2023, il fait partie des huit élus républicains à voter en faveur de la destitution de Kevin McCarthy du poste de président de la Chambre des représentants.
En novembre 2023, il annonce qu'il ne sera pas candidat à un nouveau mandat de représentant en 2024, déclarant que les « récits insidieux de son parti engendrent un cynisme généralisé et érodent la confiance des Américains dans l'État de droit. ». Il annonce le 12 mars 2024 qu'il quittera finalement son mandat avant les élections et rend sa démission effective le 22 mars.

## Positions politiques
Buck est un républicain ultraconservateur.
Il soutient l'interdiction de l'avortement et de la contraception d'urgence en toutes circonstances. Il est opposé à la séparation de l'Église et de l'État. Il pense qu'être homosexuel est un choix, à l'image de l'alcoolisme.
Il s'oppose généralement à l'intervention de l'État : il pense que l'État ne devrait pas offrir d'emprunts aux étudiants et que la Sécurité sociale est une « horrible politique » (mais revient sur cette phrase après les primaires républicaines de 2010).
Il soutient Ted Cruz lors des primaires présidentielles de 2016 et préside sa campagne dans le Colorado.

## Vie privée
Il épouse en 1984 sa première femme, qu'il a rencontré à Princeton. Ils ont ensemble deux enfants : Cody (né en 1988) et Kaitlin (née en 1991). Ils divorcent en 1994 et il épouse sa deuxième femme, Perry, deux ans plus tard.